# 肾叶狸藻
肾叶狸藻（学名：Utricularia nephrophylla）为狸藻屬小型至中型岩生食虫植物。其种加词“nephrophylla”来源于希腊文“nephros”和“phyllon”，意为“肾形”和“叶”，指其肾形的叶片。肾叶狸藻为巴西的特有种。其生长于山地森林中潮湿的岩壁上，海拔分布范围为600米至1200米。1847年，路德维希·本杰明最先发表了肾叶狸藻的描述。花期整年。

## 外部連結
- 食虫植物照片搜寻引擎中肾叶狸藻的照片 （页面存档备份，存于）

 维基共享资源上的相關多媒體資源：肾叶狸藻
 維基物種上的相關：肾叶狸藻